# Əjdər İsmayılov
Əjdər İsmayılov (Çomaxtur, 23 aprile 1938 – Baku, 13 marzo 2022) è stato un filologo, politico e insegnante azero, tra i fondatori del Partito del Nuovo Azerbaigian (YAP).

## Biografia
Əjdər İsmayılov nacque il 23 aprile 1938 a Çomaxtur, villaggio del distretto di Şərur della Repubblica Autonoma di Naxçıvan. Nel 1961 si laureò in Lettere presso l'Università statale di Baku. Negli anni 1963-1965 studiò regia presso l'Istituto di Teatro dell'Azerbaigian avendo per insegnanti il regista Mehdi Məmmədov e l'attore Rza Təhmasib.
Tra il 1961 e il 1977 svolse le professioni di insegnante, preside scolastico a Çomaxtur, giornalista dello «Şərq qapısı» pubblicato dal Ministero degli affari interni. Nel 1974 conseguì il dottorato presso l'Accademia delle Scienze dell'Azerbaigian. Dal 1977 al 1994 fu professore, dirigente scolastico e docente afferente al dipartimento di letteratura dell'Università Statale di Naxçıvan.
La sua attività di ricerca si concentrò sullo studio del poeta azero Hüsejn Cavid e sull'origine del movimento del romanticismo progressista. İsmayılov, in particolare, ha sostenuto la tesi che tale movimento non tragga origine dagli eventi del 1905-1917, ma dallo Zoroastrismo degli Avestā.
Nel novembre del 1990 si espresse su un giornale locale del distretto di Şərur contro l'aggressiva politica russa. Nel 1992 appoggiò l'elezione di Heydər Əliyev alla presidenza dell'Azerbaigian, contribuendo alla fondazione delle sezioni locali del suo partito nel distretto di Şərur.

## Opere

### Monografie
- "Dünya romantizm ənənəsı və Hüseyn Cavid". Bakı: Yazıçı, 1982-ci il, 220 səh.[5]
- "Azərbaycan sovet Ədəbiyyatında Hüseyn Cavid ənənələri" – metodiki göstəriş – Bakı–1990, (Azərbaycan Təhsil Nazirliyinin, 03.04.90-cı il 90 nömrəli əmri əsasında çap edilib səh.55).
- "Hüseyn Cavid yaradıcılığı və dünya ədəbiyyatında demonizm ənənəsi". Bakı: Elm, 1991, 224 səh.[5]
- "Qədim Ön Asiya və Ön Qafqaz türk tayfaları"(Ermənilər və gürcülər Qafqaz Oğuz Albaniyası ərazisində). Bakı, "Nurlan", 2008-ci il, 799 s. (I nəşr 2006-cı.il) (Azərbaycan Milli Elmlər Akademiyası A.A.Bakıxanov adına Tarix İnstitutunun Elmi Şurasının qərarı ilə nəşr edilmiş)[6][7]
- Hüseyn Cavid yaradıcılığı və dünya ədəbiyyatında demonizm ənənəsi. B.: "Elm və təhsil", 2015. — 296 səh.[8]
- "Moisey Xorenatsi anonim keşiş müəllifdir"". Bakı, "Elm və təhsil", 2016. 127 səh.[9]
- "Mesrop Maştos əlifba ixtiraçısı deyil, fırıldaqçı anonim keşişdir"". Bakı, "Elm və təhsil", 2017. 143 səh.[10]
- "Naxçıvan toponiminin etnotarixi əfsanələr qədər qədimdir"". Bakı, "Elm və təhsil", 2019.[11]

### Altre pubblicazioni
1. Molla Pənah Vaqifin anadan olmasının 250 illiyi qarşısında – Gözəllik və məhəbbət müğənnisi-Şərq qapısı 05 sentyabr 1968-cı il 4 cü səh.
2. Cavid teatrının bəzi xüsusiyyətləri - Qobustan 1972 №4 s.16-20
3. Hüseyn Cavidin tarıxı dramlarının bəzi xüsusiyyətləri – EA-nın elmi şurasının X elmi sessiyası – tezis. Bakı, 1973. s25-28
4. Xalq və qəhrəman problemi – Ulduz jurnalı 1973, №5 s. 62-64
5. Hüseyn Cavid yaradıcıılığında azad qadın problemi – Azərbaycan jurnalı 1973, №7.
6. Hüseyn Cavid və Şekspir (İblis – Otello) – Elm və Həyat jurnalı 1976 №9, s.22-24.
7. Hüseyn Cavid və Bayron – Elm və Həyat jurnalı,
8. Hüseyn Cavid və Gete – Elm və Həyat jurnalı, 1980 №1, s.35-38.
9. Hüseyn Cavid və Şekspir – Qobustan, 1981 №1 s.15-17.
10. Cavid,Cabbarlı və Azərbaycan sovet teatrı – Azərbaycan müəllimi qəzeti, №65 (3159) 15.08.1979.
11. Bir əsatirin izi ilə. Sovet Naxçıvanı qəzeti. 27.01.1980.
12. Azərbaycanda günəş inamı - Sovet Nxçıvanı qəzeti №176 (12999) 07.26.1981.
13. Ulu əcdadımızın bahar bayramı - Sovet Nxçıvanı qəzeti № 69 (14410) 18.03.1986.
14. ... Haq yoludur tutduğumuz yol!- Şərur cəbhəsi - 26 yanvar 1990, №4-5 səh 2.
15. Yolumuz hayanadır – Şərq qapısı № 142 (15.682) – 30 iyun 1990-cı il, səh 3.
16. İslam özülçülüyü: uydurmalar, həqiqətlər.- Şərq qapısı qəzeti – № 215. (15.755) – 22 sentyabr 1990-cı il səh. 2-3.
17. Rus imperiya qoşunları Şərur sərhədlərində - Şərur döyüşür cəbhə bületeni – Şərur mətbəəsi, 1991 dekabr №1.
18. Keçmiş Sədərək qlaballığının bu günü – Azərbaycan jurnalı, 1991 №11.
19. Naxçıvandan Türkiyədəki Azərbaycan milli mərkəzinin baş katibi Əhməd Qaracaya açıq məktub (1-ci hissə) - Səs qəzeti № 41 (70) 01.10.1992.
20. Naxçıvandan Türkiyədəki Azərbaycan milli mərkəzinin baş katibi Əhməd Qaracaya açıq məktub (2-ci hissə) - Səs qəzeti № 39 (68)17.10.1992.
21. Partiyamızın lideri xalqdır - Səs qəzeti 09.12.1992.
22. Partiyamızın lideri xalqdır – Naxçıvan qəzeti № 83 (267) 29.11.1997.
23. Yeni Azərbaycan partiyası gələcəyin partitasıdır - Yeni Azərbaycan q. №92 (267) 29.11.1997.
24. Uca Allahdan diləyirəm - Qələbə uğrunda q. №3-4 (3-4) 10.05.1999.
25. XXI əsr milli tariximizdə Azərbaycan dili və Azərbaycan ideoloqiyası əsri olmalıdır – “ İki sahil qəzeti” 24.06.2001. (müsahibəni apardı Yeganə Əliyeva)
26. Qədim erməni dövlətçiliyi illüziyası və ya "işkil" (Səllim itlər) etnosunun "hay və armyan" anlamları ilə əlaqəsi. İki sahil qəzeti 31.10. 2001.
27. Qədim erməni dövlətçiliyi illüziyası və ya "işkil" (Səllim itlər) etnosunun "hay və armyan" anlamları ilə əlaqəsi.  - . İki sahil 2.11.2001.
28. Qədim erməni dövlətçiliyi illüziyası və ya "işkil" (Səllim itlər) etnosunun "hay və armyan" anlamları ilə əlaqəsi. İki sahil qəzeti 03.11.2001.
29. Qədim erməni dövlətçiliyi illüziyası və ya "işkil" (Səllim itlər) etnosunun "hay və armyan" anlamları ilə əlaqəsi. İki sahil qəzeti 6.11.2001.
30. Qədim erməni dövlətçiliyi illüziyası və ya "işkil" (Səllim itlər) etnosunun "hay və armyan" anlamları ilə əlaqəsi. İki sahil qəzeti 07.11.2001.
31. Ən yaxın silahdaş və sirdaş – “Azada Azərbaycan” № 62 (820) 27.04.2005. (müsahibəni aldı Hacı Tofiq Seyidov)
32. Bizə birlik - milli birlik gərəkdir!  30.09.2006  (milli birlik müsahibə)
33. 15 yaşlı YAP-ın problemləri  - Milli birlik № 09 (29) 21.09.2007. Ruhiyyə Nəsimiqızı müsahibə
34. "26 Bakı komissarları" barədə tarixi həqiqət. Yaxud 3 məzarsız komissar kimdir? - "Xalq qəzeti" - 2009.- 19 aprel.- S. 4.[12]
35. Ermənidə şərəf, namus, qürur anlayışı yoxdur.  Milli birlik № 04 (47) 30.04.2009. (müsahibəni apardı Ruhiyyə Nəsimiqızı)
36. Türkcədən türkcəyə tərcümə düzgündürmü? (müsahibə Milli birlik qəzeti) 31.01.2009.